# Cho Aniki
Cho Aniki (超兄貴?, Chō Aniki) è un videogioco del genere sparatutto a scorrimento orizzontale pubblicato nel 1992 per TurboGrafx CD. Primo titolo della serie omonima, il gioco ha ricevuto una conversione per Wii distribuita tramite Virtual Console.